# كولن روبرت تشيس
كولن روبرت تشيس (بالإنجليزية: Colin Robert Chase)‏ هو فقيه لغة أمريكي، ولد في 1935 في دنفر في الولايات المتحدة، وتوفي في 13 أكتوبر 1984.